# 香川素子
香川 素子（かがわ もとこ、1977年1月8日 - ）は、大阪府大阪市出身で京都府京都市在住のボートレーサーである。登録第3900号。身長157cm。血液型AB型。80期。滋賀支部所属。同期に鎌田義、池田明美、白井英治らがいる。
キャッチフレーズは「都のはんなりレーサー」、「水上の女豹」。

## 来歴
- 大阪市立桜宮高等学校卒業。木下翔太は同校の後輩である。
- 1997年4月24日、選手登録。
- 1997年5月17日から尼崎競艇場で開催された「一般競走」初日第1Rでデビュー。[1]（2着）
- 1997年6月6日から下関競艇場で開催された「九スポ杯争奪Wシリーズ」初日第1Rで4号艇6コースからまくり差しを決めて初勝利[2]を飾る。
- 2001年6月21日から蒲郡競艇場で開催された G3「女子リーグ第7戦 第16回ジューンブライド大賞」6日目（最終日）第12R優勝戦に進出し初優出。[3]
- 2002年2月26日から徳山競艇場で開催されたG1「第15回JAL女子王座決定戦」でG1初出場。3日目第3R4号艇6コースからまくり差しを決めて勝利[4]し、G1初勝利。
- 2005年8月3日から鳴門競艇場で開催されたG3「第21回渦の女王決定戦」5日目（最終日）第12Rで6号艇6コースから恵まれで勝利[5]し、初優勝。
- 2006年10月18日からびわこ競艇場で開催されたG3「第17回びわこプリンセスカーニバル」6日目（最終日）第12R優勝戦で1号艇1コースから抜きで勝利[6]し、2度目の優勝。
- 2008年1月9日から大村競艇場で開催された一般戦「JLC杯 男女W優勝戦」6日目（最終日）第12Rで1号艇1コースから逃げて勝利[7]し、3度目の優勝。
- 2008年3月4日から津競艇場で開催された G1「第21回JAL女子王座決定戦」6日目（最終日）第12R優勝戦に進出しG1初優出。[8]
- 2009年10月28日から宮島競艇場で開催されたG3「女子リーグ第11戦みやじまレディースカップ」6日目（最終日）第12Ｒで1号艇1コースから抜きで勝利[9]し、4度目の優勝。
- 2013年8月25日からボートレースびわこで開催された一般戦「デイリースポーツ杯争奪第28回オールニッポン選抜戦」2日目第3R1号艇1コースから逃げを決めて勝利[10]し、通算500勝を達成。
- 2020年5月26日からボートレース住之江で開催されたSG「第47回ボートレースオールスター」でSG初出場し、4日目第2R1号艇1コースから逃げを決めて勝利[11]し、SG初勝利。
- 2021年8月25日からボートレース芦屋で開催された一般戦「ヴィーナスシリーズ マンスリーBOATRACE杯」2日目第9R5号艇4コースから差しを決めて勝利[12]し、通算1000勝を達成。
- 2022年8月2日からボートレース丸亀で開催されたG1「第36回レディースチャンピオン」6日目（最終日）第12R優勝戦に進出し、1号艇實森美祐のフライング（コンマ06）による恵まれという形ではあるが勝利[13]し、G1初優勝を果たした。

## 人物
- プライベートでは横西奏恵、池田明美・浩美姉妹、細川裕子、宇野弥生、落合直子らと仲が良い。
- 元夫は競艇選手で長崎支部の飯山晃三（2008年に離婚）。
- 息子は競艇選手の香川颯太（125期）、陽太（ひなた・133期）[14]。義理の娘（颯太の妻）は同じく競艇選手の金子七海（125期）[15]。
- 元夫と離婚するまでは長崎に在住していたこともあり、京都へ移住後も所属はしばらく長崎支部のままであったが、2011年4月1日より滋賀支部へ移籍。
- 2008年後期よりA2級以上を維持しており、2009年前期適用勝率では、自己最高の勝率7.03を記録している。
- 2020年にはSG第47回笹川賞にファン投票29位で選出されるなど根強い人気を誇る。
- 2024年は女子選手としては18位となる2905万円を獲得した[16]。
- 自宅では4匹の保護猫と暮らしており、うち1匹は息子が拾ってきた（2022年12月時点）。その影響から、2020年より個人で保護猫活動を行っている。近所の野良猫を捕獲しTNRを行うほか、Twitterで保護猫の里親募集も行っており、2年間で10匹あまりの猫を里親に出した[17]。

## 戦績
- 出走回数：4916回
- 1着回数：1056回
- 優出回数：130回
- 優勝回数：25回
- SG優勝回数：0回
- SG優出回数：0回
- SG出走回数：9回
- G1優勝回数：1回
- G1優出回数：5回
- G1出走回数：248回
- フライング(F)回数：35回
- 出遅れ(L)回数：2回
- 通算勝率：5.99
- 2連対率：41.76
- 3連対率：60.37
- 生涯獲得賞金：444,910,265円